# 2018年の国際連合
2018年の国際連合 （2018ねんのこくさいれんごう）では、2018年の国際連合とその関係機関に関する出来事について記述する。

## 主要幹部職
- 国際連合事務総長
  - 第9代:  アントニオ・グテーレス （2017年1月1日 - ）
- 国際連合副事務総長
  - 第5代:  アミナ・モハメド （2017年1月1日 - ）
- 国際連合総会議長
  - 第74代:  ミロスラヴ・ライチャーク （2017年9月12日 - ）

## できごと

### 1月
- 1月1日 - 国連安全保障理事会の非常任理事国に赤道ギニア、コートジボワール、クウェート、ペルー、ポーランド、オランダが入り、入れ替わりでエジプト、イタリア、セネガル、ウクライナ、ウルグアイ、日本が、12月31日付で任期終了となった[1]。

### 2月
- 2月1日 -  日本人女性初の国際連合事務総長特別代表に水鳥真美が就任[2][3]。
- 2月22日 - 国連児童基金のジャスティン・フォーサイス（英語版）事務局次長がセーブ・ザ・チルドレンCEOを務めていた際の女性職員らに対する不適切な言動の発覚を受け辞任[4]。
- 2月24日 - 国連安全保障理事会はシリア内戦をめぐり、人道支援物資の配布と負傷者らの避難を目的に30日間の停戦を要求する決議案を全会一致で採択した[5]。

## 周年
- 7月1日 - 核拡散防止条約（NPT）署名から50年。
- 12月10日 - 世界人権宣言70周年。

## 死去
- 2月14日 - ルード・ルベルス（英語版）、オランダの政治家、外交官、元首相、元国際連合難民高等弁務官（* 1939年）[6]